# Recíproca
A recíproca é uma relação de implicação.
Tendo-se duas proposições, A e B, há duas implicações que podem ser formadas usando estas propostas:
{\displaystyle A\Rightarrow B} (se A então B)
{\displaystyle B\Rightarrow A} (se B então A)
Por exemplo: A recíproca de "Se ele ganhou na loteria, então ele tem muito dinheiro" é "Se ele tem muito dinheiro, então ele ganhou na loteria".
Essas implicações são recíprocas uma da outra, a primeira é a recíproca da segunda, e a segunda é a recíproca da primeira.
Se a proposição (se A então B) e sua recíproca (se B então A) forem verdadeiras, pode-se afirmar "se e somente se A então B", pois vale "se A então B" e vale a recíproca, que diz que é impossível valer B sem valer A.
Outros exemplos são:
- Todos os papas são santos e todos os santos são papas.
- Nenhum romano é filósofo e nenhum filósofo é romano.

Note que a recíproca de uma afirmação verdadeira pode ser falsa, como no primeiro exemplo - Isto é, a afirmação e sua recíproca não são equivalentes.
Um outro exemplo é a recíproca do teorema de Pitágoras (que é verdadeira): "para qualquer triângulo com lados l, m, e r, se l² + m² = r², então o ângulo entre l e m mede 90°".